# Северобајкаљск
Северобајкаљск (рус. Северобайкальск) град је у Русији у Бурјатији.

## Становништво
| 1979.  | 1989.  | 2002.  | 2010.  |
| ------ | ------ | ------ | ------ |
| 12.882 | 28.336 | 25.434 | 24.929 |